# Запорожское (Херсонская область)
Запорожское (укр. Запорізьке) — село в Константиновской сельской общине Каховского района Херсонской области Украины.
Население по переписи 2001 года составляло 256 человек. Почтовый индекс — 74642. Телефонный код — 5544. Код КОАТУУ — 6522681002.

## История
В 1946 году указом ПВС УССР село Уварово переименовано в Запорожское.